# Paul Sérusier
Paul Sérusier  (Parijs, 9 november 1863 – Morlaix, 6 oktober 1927) was een Frans kunstschilder. Hij wordt ingedeeld bij het postimpressionisme of bij het symbolisme, medeoprichter van Les Nabis.

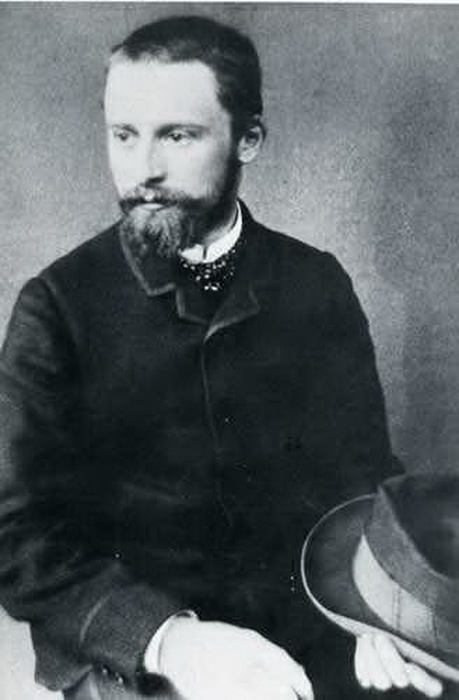
Paul Sérusier

## Levensloop
De familie Sérusier is afkomstig uit het noorden van Frankrijk, zelf is Paul in Parijs geboren. De familie is gegoed, zijn vader had een zaak in parfum en handschoenen. Op de École Fénelon werd hij beschouwd als een briljante leerling en getalenteerd kunstenaar. In 1875 ging Sérusier naar het Lycée Condorcet, waar hij in 1882/83 afstudeerde. Een korte periode in de commercie maakte hem niet echt gelukkig, hij schreef zich in op de Académie Julian. Sérusier was een geliefd en begaafd leerling, wat onder meer tot uitdrukking kwam in zijn verkiezing tot klassenoudste. Op de academie raakt hij bevriend met Maurice Denis. Samen met anderen als Bernard en Ibels bezoeken ze musea om de kunst te ontdekken. 
In de winkel van père Tanguy ontdekken ze de werken van Paul Cézanne. De eerste tentoonstelling met een werk van Sérusier is de Salon van Parijs in 1888. Hij toont er het schilderij Le Tisserand, en met succes. Vervolgens vertrekt Sérusier voor korte tijd naar Pont-Aven in Bretagne. Pont-Aven trok veel kunstenaars, de omgeving, met name de monding van de Aven, was zeer inspirerend voor velen. Gevolg was dat zich daar de school van Pont-Aven ontwikkelde, die wel heel verschillende stromingen omvatte. In Pont-Aven ontmoette Sérusier Paul Gauguin, die hem adviezen gaf over hoe te schilderen. Een eerste resultaat is een schilderijtje op hout, Le Talisman. 

### Les Nabis

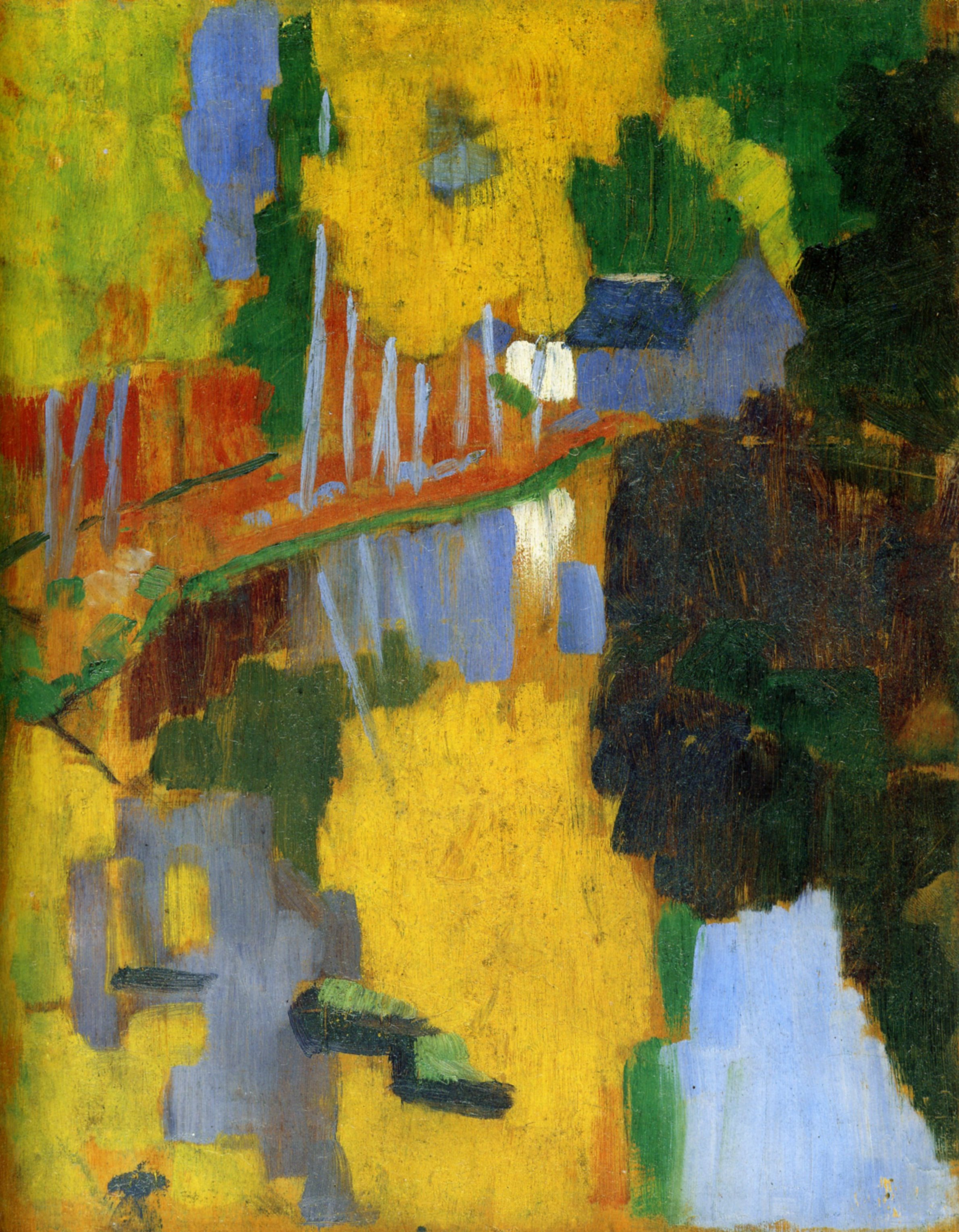
Paul Sérusier - Talisman

Sérusier keert terug in Parijs met dit schilderij in zijn bagage. Het schilderij, de opzet, het kleurgebruik zijn op de Académie Julian onderwerp van heftige discussies. Degenen die zich aangesproken voelden door de werkwijze, door het resultaat, vormden een eigen groep. De naam die zij zichzelf gaven was ”Les Nabis”, de profeten. Ze kwamen regelmatig, maandelijks bijeen in het restaurant L'Os à Moelle. 
In de filosofie van de Nabis stond centraal het zich bevrijden van de werkelijkheid. Het ging niet om het weergeven van de werkelijkheid, maar om de impressie die de werkelijkheid achterliet. Die indruk werd versterkt weergegeven ook door het gebruik van pure kleuren in een symbolische voorstelling.

De werkwijze was eerst het tekenen van het object in de vrije natuur, en vervolgens het schilderen ervan uit het geheugen in het atelier. De beelden werden dan eventueel om esthetische redenen aangepast, zodat een harmonisch werk kon ontstaan.
Voor Sérusier en de Nabis gold dat een schilderij de natuur moest verbeelden, het moest een gepassioneerd equivalent zijn van de indruk die men gekregen had. Schilderen was zo het vertalen van een gevoel in een beeld, het geven van een vorm en een kleur aan een gevoel. Twee vervormingen onderscheidden ze in dat vertalingsproces:
- de subjectieve vervorming die voortkomt uit de emotie van de kunstenaar, die bepaalde facetten naar voren haalt
- de objectieve vervorming die voortkomt uit een noodzakelijke ordening van het beeld op het doek.

### Na 1891
Gauguin had een grote invloed op Sérusier. In het schilderwerk van Sérusier in die tijd zag je dat bijvoorbeeld terug in de gericht aangebrachte rijen van korte, fijne kwaststreken. Sérusier werkte ook met versimpelde lijnen, gebruikte ook voor zijn invulling pure en arbitraire kleuren en liet net als Gauguin schaduwen achterwege.
De onderwerpkeuze van Sérusier wordt veel bepaald door zijn omgeving, veel afbeeldingen van het gewone leven in Bretagne.

Het vertrek van Gauguin in 1891 naar Tahiti liet bij hem een groot gat achter. De groep van de Nabis was ook niet meer zo hecht als voorheen; ieder begon zijn eigen weg in te gaan. Sérusier ging met Jan Verkade en Mogens Ballin terug naar Bretagne, hij vestigde zich in Huelgoat. Hier vond hij de rust om te denken en werken. Kenmerkend voor deze periode is het veranderd kleurgebruik. Niet meer de primaire ongemengde kleuren, maar op een basis van grijs met een gamma van gedekte tinten. Één kleur, drie tinten konden toegepast worden in een werk, meer kleuren zouden afleiden. Andere kleuren moeten gemengd worden tot grijstinten voor ze ingezet kunnen worden. 
In de jaren daarna bleef hij werken in zowel Bretagne als in Parijs. In de winters in Parijs werkte hij veel samen met zijn vriend Lugné-Poe, oprichter van het Théâtre de l'Oeuvre, en met zijn mede-Nabis Vuillard, Bonnard, Ranson, en Denis. Ze zetten samen shows op waar ze schilderkunst en theater bij elkaar brachten. De kunst van de Nabis beperkte zich niet tot schilderen alleen, Sérusier wilde de verschillende uitingsvormen met elkaar in contact brengen, samen op een hoger plan brengen.

### Beuron
In de zomer van 1895 ging zijn vriendin, de Poolse actrice en journaliste Gabriela Zapolska, bij hem weg en raakte Sérusier in een diepe depressie. De uitnodiging van Jan Verkade om naar Beuron te komen kwam als een geschenk uit de hemel. Sérusier maakte in Beuron kennis met de principes zoals die door Desiderius Lenz ontwikkeld waren. Deze principes zijn gebaseerd op het idee dat “God alles ontworpen heeft in de Heilige Geest volgens zijn maat, aantal en gewicht”. Dit leverde een uitgangspunt op van verhoudingen, van een vereenvoudiging van het kleurgebruik, van een afwezigheid van beweging. Sérusier ging naar Praag en werkte daar samen met Verkade en met Mogens Ballin. 
In Beuron in 1896 verlaat Sérusier zijn oudere kleurtheorieën, hij ontwikkelt een kleurselectie gebaseerd op een ingewikkeld systeem van driehoeken. Een verveenvoudigde vorm hiervan impliceert het werken met een dominante kleur, plus haar tegengestelde kleur, een kleur tussen de twee in en een dissonante kleur, gemaakt van een menging van de dominante kleur met wit.
Terug in Parijs probeerde Sérusier zijn vrienden te overtuigen van het toepassen van de “Gouden Maatstaf”. Hij vond weinig weerklank en raakt vervreemd van de Parijse kunstwereld.

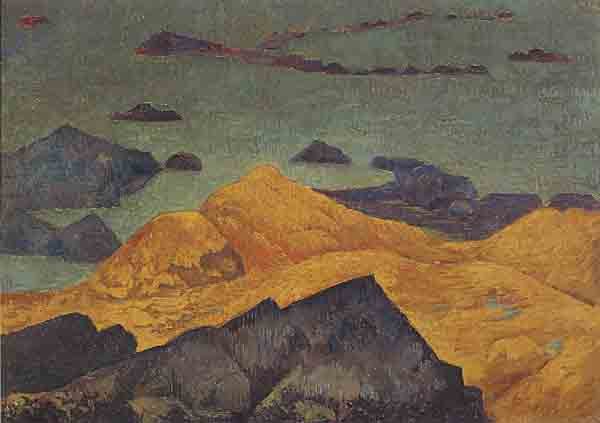
Paul Sérusier - Bords de Mer, 1914

Na nog een aantal reizen naar Beuron vestigt Sérusier zich in 1906 definitief in Bretagne, in Châteauneuf-du-Faou. De onderwerpen van zijn schilderijen blijven Bretons: Bretonse landschappen, Bretonse vrouwen in hun zware bestaan, maar hij probeert ze tijdloos te maken in een setting volgens de denkbeelden van Lenz.
 
In 1908 gaat hij ook lesgeven aan de Académie Ranson en werkt hij zijn stijl en ideeën verder uit. 
In 1921 publiceert hij zijn ideeën in een boek: ABC de la peinture, zijn artistiek testament. Centraal hierin stonden de eenvoudige vormen als cirkels, krommen die de kunstenaar moesten helpen in het construeren van zijn compositie. De kleurentheorie was gebaseerd op het onderscheid van koude en warme kleuren, op het gebruik van meer dan 1 palet voor het opzetten van kleuren. 
In 1912 trouwde Sérusier met Marguerite-Gabrielle Claude, een van zijn leerlingen aan de Académie Ranson. Op 6 oktober 1927 overlijdt Sérusier in Morlaix in Frankrijk na een aanrijding door een auto.

## Musea
De schilderijen van Paul Sérusier zijn in diverse musea, onder andere in:
- Van Gogh Museum in Amsterdam
- Museum of Fine Arts in Houston
- Museum of Fine Arts in Boston
- National Gallery of Art in Washington D.C.
- National Gallery of Canada in Ottawa
- Norton Simon Museum in Pasadena
- Musée d'Art moderne et d'Art contemporain (MAMAC) in Luik

## Werken
- Landscape at Pont-Aven, 1890
- Farmhouse at Le Pouldu, 1890
- Le Tisserand
- Bords de mer, 1914
- Breton Landscape, 1865–1927
- Talisman